# AZF (terroristische groepering)
AZF is een terroristische groepering die de Franse SNCF in februari 2004 bedreigde met aanslagen. Ze stelde daarbij een eis van 4 miljoen euro en 1 miljoen dollar. De eerste bom die werd gevonden bevatte een mengsel van 2,5 kilo diesel en ammoniumnitraat. De Tsjechische politie werd in maart 2003 met eenzelfde soort chantage bedreigd.